# Callitriche
Callitriche L. è un genere di piante acquatiche della famiglia Plantaginaceae, che talvolta possono crescere anche sul fango delle rive. Prediligono acque stagnanti o a flusso debole, e formano caratteristici ciuffi sulla superficie dell'acqua, dove affiorano i loro apici. 
Sono caratterizzate da fusto strisciante avente foglie che all'apice formano caratteristiche rosette.
Nella gamberaja comune (Callitriche stagnalis) le foglie sommerse sono claviformi, mentre in Callitriche obtusangulata le foglie sommerse sono allungate e quelle emerse sono a forma di losanga.
Esistono diverse specie, alcune delle quali crescono spontaneamente in Italia, nelle paludi, negli stagni o in vasche per l'irrigazione.

## Tassonomia
Il genere comprende le seguenti specie:
- Callitriche alata A.I.Baranov & Skvortsov
- Callitriche albomarginata Fassett
- Callitriche anisoptera Schotsman
- Callitriche antarctica Engelm. ex Hegelm.
- Callitriche aucklandica R.Mason
- Callitriche chathamensis (R.Mason) Lansdown
- Callitriche christensenii Christoph.
- Callitriche ciliata Lansdown & Hassemer
- Callitriche compressa N.E.Br.
- Callitriche concinna Lansdown & Hassemer
- Callitriche cophocarpa Sendtn.
- Callitriche cribrosa Schotsman
- Callitriche cyclocarpa Hegelm.
- Callitriche cycloptera Schotsman
- Callitriche dacryoidea Lansdown & Hassemer
- Callitriche deflexa A.Braun ex Hegelm.
- Callitriche ecarinata Lansdown & Hassemer
- Callitriche fassettii Schotsman
- Callitriche favargera Schotsman
- Callitriche fehmedianii Majeed Kak & Javeid
- Callitriche fuliginea Lansdown
- Callitriche fuscicarpa Lansdown
- Callitriche glareosa Lansdown
- Callitriche hamulata Kütz. ex W.D.J.Koch
- Callitriche hedbergiorum Schotsman
- Callitriche hegelmaieriana Lansdown & Hassemer
- Callitriche hermaphroditica L.
- Callitriche heterophylla Pursh
- Callitriche heteropoda Engelm. ex Hegelm.
- Callitriche × hybrida E.H.L.Krause
- Callitriche insularis Lansdown
- Callitriche japonica Engelm. ex Hegelm.
- Callitriche keniensis Schotsman
- Callitriche lechleri (Hegelm.) Fassett
- Callitriche lenisulca Clavaud
- Callitriche longipedunculata Morong
- Callitriche lusitanica Schotsman
- Callitriche mandonis Van Heurck & Müll.Arg.
- Callitriche marginata Torr.
- Callitriche mathezii Schotsman
- Callitriche mouterdei Schotsman
- Callitriche muelleri Sond.
- Callitriche nubigena Fassett
- Callitriche × nyrensis Prančl
- Callitriche oblongicarpa Fassett
- Callitriche obtusangula Le Gall
- Callitriche occidentalis Hegelm.
- Callitriche oreophila Schotsman
- Callitriche palustris L.
- Callitriche papuana Merr. & L.M.Perry
- Callitriche pedunculosa Nutt.
- Callitriche peploides Nutt.
- Callitriche petriei R.Mason
- Callitriche platycarpa Kütz.
- Callitriche praetermissa Lansdown & Hassemer
- Callitriche pulchra Schotsman
- Callitriche quindiensis Fassett
- Callitriche raveniana Lansdown
- Callitriche regis-jubae Schotsman
- Callitriche rimosa Fassett
- Callitriche schotsmaniana Lansdown & Hassemer
- Callitriche sonderi Hegelm.
- Callitriche stagnalis Scop.
- Callitriche stenoptera Lansdown
- Callitriche terrestris Raf.
- Callitriche transvolgensis Tzvelev
- Callitriche trochlearis Fassett
- Callitriche truncata Guss.
- Callitriche turfosa Bertero ex Hegelm.
- Callitriche umbonata Hegelm.
- Callitriche × vigens K.Martinsson
- Callitriche vulcanicola Schotsman
- Callitriche wightiana Wall. ex Wight & Arn.